# Евелі Сауе
Евелі Сауе (ест. Eveli Saue; *13 лютого 1984, Кярдла) — естонська біатлоністка,  учасниця Олімпійських ігор та чемпіонатів світу з біатлону, лідер естонської біатлонної жіночої збірної останніх років.

## Виступи на Олімпійських іграх
| Рік  | Міце проведення | Інд | Спр | Пр  | МС | Ест |
| 2006 | Турин           | 73  | 47  | LAP |    |     |
| 2010 | Ванкувер        | 42  | 55  | LAP |    | 18  |

## Виступи на Чемпіонатах світу
| Рік  | Міце проведення      | Інд | Спр | Пр  | МС | Ест | ЗМ |
| 2004 | Обергоф              |     | 81  |     |    |     |    |
| 2007 | Антхольц-Антерсельва | 28  | 15  | 23  | 22 | 13  | 12 |
| 2008 | Естерсунд            | 23  | 26  | 19  | 29 | 17  | 11 |
| 2009 | Пхьончхан            | 77  | 51  | 32  |    | 14  | 13 |
| 2011 | Ханти-Мансійськ      | 12  | 42  | LAP |    |     | 14 |

## Кар'єра в Кубку світу
- Дебют в кубку світу — 23 січня 2002 року в індивідуальній гонці в Антхольці — 75 місце.
- Перше попадання в залікову зону — 8 грудня 2006 року в спринті у Гохфільцині — 17 місце.
- Перше попадання до квіткового подіуму — 13 грудня 2006 року в індивідуальній гонці у Гохфільцині — 5 місце.

Першим роком Евелі в біатлоні став 2001 рік, а з 2002 року вона вже виступала за національну збірну. Найкращим її особистим результатом є 5 місце в індивідуальній гонці, яке вона здобула у австрійському Гохфільцині в сезоні 2006-2007. Евелі досить часто потрапляє до загального заліку біатлоністів, досягши найвищого результату у сезоні 2007-2008 - 27 місце.

## Загальний залік в Кубку світу
- 2003—2004 — 74-е місце (4 очки)
- 2006—2007 — 34-е місце (154 очки)
- 2007—2008 — 27-е місце (218 очок)
- 2008—2009 — 40-е місце (167 очок)
- 2010—2011 — 28-е місце (334 очки)

## Статистика стрільби
| № п/п | Сезон     | Загальна        | Індивідуальна гонка | Спринт         | Гонка переслідування | Мас-старт      | Естафета      |
| ----- | --------- | --------------- | ------------------- | -------------- | -------------------- | -------------- | ------------- |
| 1     | 2005-2006 | 76,5% (153/200) | 73,3% (44/60)       | 77,5% (62/80)  | 78,3% (47/60)        | 0,0% (0/0)     | 0,0% (0/0)    |
| 2     | 2006-2007 | 83,1% (275/331) | 87,5% (70/80)       | 85,0% (68/80)  | 81,0% (81/100)       | 76,7% (46/60)  | 90,9% (10/11) |
| 3     | 2007-2008 | 81,4% (382/469) | 76,7% (46/60)       | 86,0% (86/100) | 85,0% (136/160)      | 75,0% (75/100) | 79,6% (39/49) |
| 4     | 2008-2009 | 79,5% (264/332) | 78,8% (63/80)       | 79,0% (79/100) | 80,0% (112/140)      | 0,0% (0/0)     | 83,3% (10/12) |
| 5     | 2009-2010 | 82,0% (100/122) | 90,0% (18/20)       | 75,0% (45/60)  | 85,0% (17/20)        | 0,0% (0/0)     | 90,9% (20/22) |
| 6     | 2010-2011 | 81.8 (315/385)  | 87,5% (70/80)       | 83,0% (83/100) | 81,0% (81/100)       | 77,5% (62/80)  | 76,0% (19/25) |

## Виноски
1. 1 2  Eesti spordi biograafiline leksikon
2. ↑  В дужках наведена кількість влучних пострілів та загальна кількість пострілів. В статистиці стрільби рахуються постріли, які здійснив біатлоніст на етапах кубка світу та чемпіонаті світу